# Zum Nachtisch blaue Bohnen
Zum Nachtisch blaue Bohnen (Originaltitel: À toi de faire… mignonne) ist ein französisch-italienischer Kriminalfilm der Produktionsfirma Borderie/Euro International aus dem Jahr 1963. In der vom Constantin Film verliehenen deutschen Version wird Lemmy Caution von Arno Assmann gesprochen. Eine englischsprachige Version erschien unter dem Titel Your Turn, Darling. Der Film bildete den Abschluss einer zehnjährigen Zusammenarbeit zwischen dem französischen Regisseur Bernard Borderie und Eddie Constantine.

## Handlung
Eine FBI-Agentin entdeckt ein Geheimnis um Professor Whittaker, der unter Geheimhaltung an einem ultra-leichten Treibstoff arbeitet. Dabei findet sie den Tod. Lemmy Caution vergnügt sich derweil in einem Nachtclub. Dazu gehört auch eine der für diese Filme typischen Massenschlägereien, nämlich alle gegen Lemmy. Er wird aus der Bar abgeholt und kommt widerwillig zum Tatort. Sein Vorgesetzter setzt ihn auf die Suche nach dem verschwundenen Professor an.
Bei seinen Nachforschungen stößt Lemmy auf die schöne Carlotta, bei der es sich um eine alte Bekannte von ihm handelt. Sie gehört zu der Bande, die mit dem Verschwinden von Whittaker zu tun hat und setzt Attentäter auf ihn an, aber Lemmy überlebt den Anschlag. Indem er hartnäckig seine Detektivarbeit fortsetzt, stößt er schließlich auf Geraldine (Gaia Germani), die Verlobte des verschwundenen Forschers. Sie entpuppt sich als englische Agentin, die trotz ihrer Zierlichkeit und Weiblichkeit wirksam Jiu-Jitsu anwendet und hiermit aus heutiger Sicht deutliche Parallelen zu Diana Rigg als Emma Peel in Mit Schirm, Charme und Melone (ab 1965) aufweist.
Zuletzt ermittelt Lemmy auch den Aufenthaltsort von Professor Whittaker. Er überrumpelt die Gangster in einer Molkerei und erobert das Herz von Geraldine.